# Unterseeboot UB-23
Pour les autres navires du même nom, voir Unterseeboot 23.
L'Unterseeboot UB-23 est un sous-marin (U-Boot) allemand de type UB II utilisé par la Kaiserliche Marine pendant la Première Guerre mondiale. Le sous-marin a été commandé le 30 avril 1915 et lancé le 9 octobre 1915. Il a été mis en service dans la marine impériale allemande le 13 mars 1916. Le sous-marin a coulé 51 navires en 21 patrouilles pour un total de 33 880 tonneaux de jauge brute (TJB). Le 26 juillet 1917, l'UB-23 a été gravement endommagé par une attaque de grenades anti-sous-marines du HMS PC-60 au large du cap Lizard. Il fit escale le 29 juillet 1917 à La Corogne, en Espagne, et y fut interné. Le 22 janvier 1919, il a été rendu à la France conformément aux exigences de l’armistice avec l’Allemagne, et il a été démantelé à Cherbourg en juillet 1921.

## Conception
Sous-marin de type UB II, l'UB-23 avait un déplacement de 263 tonnes en surface et de 292 tonnes en immersion. Il avait une longueur hors tout de 36,13 m, une largeur de 4,54 m et un tirant d'eau de 3,70 m. Le sous-marin était propulsé par deux moteurs Diesel Körting à six cylindres à quatre temps produisant chacun 280 chevaux (210 kW), un moteur électrique Siemens-Schuckert produisant 276 chevaux (206 kW) et un arbre d'hélice. Il était capable d’opérer à une profondeur allant jusqu’à 50 mètres.
La vitesse maximale du sous-marin était de 5,81 nœuds en immersion et de 9,15 nœuds (16,95 km/h) en surface. Lorsqu’il était immergé, il pouvait opérer sur 45 milles marins (83 km) à 5 nœuds (9,3 km/h). En surface, il pouvait parcourir 6650 milles marins (12323 km) à 5 nœuds (9,3 km/h). L'UB-23 était armé de deux tubes lance-torpilles de 500 mm à l’avant, de quatre torpilles et d’un canon de pont de 50 mm L/40. Il avait un effectif de vingt-et-un membres d’équipage et deux officiers, et un temps de plongée de 45 secondes.

## Affectations
- Flottilles des Flandres : du 19 mai 1916 au 29 juillet 1917

## Commandants
- Oblt.z.S. Ernst Voigt[5] : du 13 mars au 9 novembre 1916
- Oblt.z.S. Heinz Ziemer[6] : du 10 novembre 1916 au 5 février 1917
- Oblt.z.S. Herbert Lefholz[7] : du 6 au 18 février 1917
- Oblt.z.S. Matthias Graf von Schmettow[8] : du 19 février au 19 mars 1917
- Oblt.z.S. Hans Ewald Niemer[9] : du 20 mars au 29 juillet 1917

## Navires coulés
| Date             | Nom               | Nationalité    | Tonnage | Destin    |
| ---------------- | ----------------- | -------------- | ------- | --------- |
| 4 juillet 1916   | Queen Bee         | United Kingdom | 34      | Coulé     |
| 5 juillet 1916   | Annie Anderson    | United Kingdom | 77      | Coulé     |
| 5 juillet 1916   | Peep O’ Day       | United Kingdom | 52      | Coulé     |
| 6 juillet 1916   | Girl Bessie       | United Kingdom | 62      | Coulé     |
| 6 juillet 1916   | Nancy Hunnam      | United Kingdom | 58      | Coulé     |
| 6 juillet 1916   | Newark Castle     | United Kingdom | 85      | Coulé     |
| 6 juillet 1916   | Petunia           | United Kingdom | 58      | Coulé     |
| 6 juillet 1916   | Watchful          | United Kingdom | 52      | Coulé     |
| 24 juillet 1916  | Mary              | Norvège        | 560     | Coulé     |
| 26 juillet 1916  | Kentigern         | Norvège        | 796     | Coulé     |
| 27 juillet 1916  | Agenda            | Norvège        | 226     | Coulé     |
| 28 juillet 1916  | Andrew Ina        | United Kingdom | 50      | Coulé     |
| 28 juillet 1916  | Good Design       | United Kingdom | 40      | Coulé     |
| 28 juillet 1916  | Jane Stewart      | United Kingdom | 15      | Coulé     |
| 28 juillet 1916  | Janet Overstone   | United Kingdom | 15      | Coulé     |
| 28 juillet 1916  | Johan             | United Kingdom | 49      | Coulé     |
| 28 juillet 1916  | Renown            | United Kingdom | 61      | Coulé     |
| 28 juillet 1916  | Speedwell         | United Kingdom | 11      | Coulé     |
| 28 juillet 1916  | Spero Meliora     | United Kingdom | 11      | Coulé     |
| 28 juillet 1916  | Volunteer         | United Kingdom | 15      | Coulé     |
| 3 septembre 1916 | Général Archinard | France         | 355     | Coulé     |
| 6 septembre 1916 | Britannia         | United Kingdom | 48      | Coulé     |
| 7 septembre 1916 | Emma              | France         | 19      | Coulé     |
| 7 septembre 1916 | Farfadet          | France         | 17      | Coulé     |
| 7 septembre 1916 | Jeanne D’Arc      | France         | 17      | Coulé     |
| 7 septembre 1916 | Leonine           | France         | 20      | Coulé     |
| 8 septembre 1916 | Marie Louise      | France         | 157     | Coulé     |
| 8 septembre 1916 | Mayo              | Espagne        | 1880    | Coulé     |
| 9 septembre 1916 | Gemma             | Italie         | 3111    | Coulé     |
| 9 septembre 1916 | Remora            | France         | 92      | Coulé     |
| 21 octobre 1916  | Julia             | France         | 166     | Coulé     |
| 21 octobre 1916  | Snestad           | Norvège        | 2350    | Coulé     |
| 23 octobre 1916  | Alf               | Danemark       | 196     | Coulé     |
| 23 octobre 1916  | Antoine Allosia   | France         | 29      | Coulé     |
| 23 octobre 1916  | Saint Pierre      | France         | 151     | Coulé     |
| 23 octobre 1916  | Venus II          | Norvège        | 784     | Coulé     |
| 26 octobre 1916  | Saint Yves        | France         | 165     | Coulé     |
| 30 novembre 1916 | Gaete             | France         | 170     | Coulé     |
| 2 décembre 1916  | Harpalus          | United Kingdom | 1445    | Coulé     |
| 4 décembre 1916  | Nervion           | Norvège        | 1921    | Coulé     |
| 8 décembre 1916  | Conch             | United Kingdom | 5620    | Coulé     |
| 7 janvier 1917   | Brenda            | United Kingdom | 249     | Coulé     |
| 2 février 1917   | Gabrielle         | France         | 1410    | Coulé     |
| 31 mars 1917     | Hestia            | Pays-Bas       | 959     | Coulé     |
| 31 mars 1917     | Lisbeth           | Norvège        | 1621    | Coulé     |
| 4 avril 1917     | Trevier           | Belgique       | 3006    | Coulé     |
| 18 avril 1917    | Marcel            | Belgique       | 24      | Coulé     |
| 31 mai 1917      | Dirigo            | United States  | 3,004   | Coulé     |
| 2 juin 1917      | Prudence          | United Kingdom | 25      | Coulé     |
| 5 juin 1917      | Laura Ann         | United Kingdom | 116     | Coulé     |
| 30 juin 1917     | Ilston            | United Kingdom | 2426    | Coulé     |
| 4 juillet 1917   | Gloire à Dieu     | France         | 419     | Endommagé |